# Mittelmeerregion (Türkei)

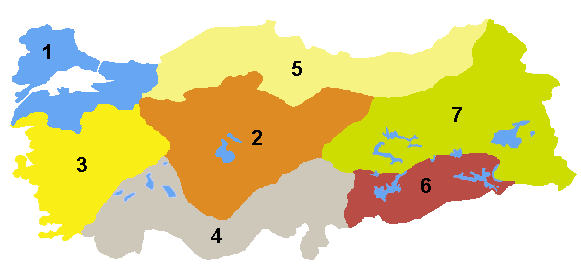
1. Marmararegion, 2. Zentralanatolien, 3. Ägäisregion, 4. Mittelmeerregion, 5. Schwarzmeerregion, 6. Südostanatolien, 7. Ostanatolien

Die türkische Mittelmeerregion (türkisch Akdeniz Bölgesi – wörtlich übersetzt „Weißes-Meer-Gebiet“) ist ein geographisches Gebiet der Türkei. Diese Region stellt etwa 15,4 % des türkischen Staatsterritoriums dar. Mit einer Fläche von 120.000 km² belegt sie sowohl im Flächen- als auch im Bevölkerungsvergleich der sieben Regionen den 4. Platz.
Diese Region existiert offiziell nach dem Geographie-Kongress 1941 in Ankara und teilt sich in zwei weitere Teilregionen bzw. Gebiete.

## Einteilung

### Geographisch
Die geographische Einteilung:
- Anatolien
  - Mittelmeerregion
    - Antalya Bölümü – Bereich Antalya
    - Adana Bölümü – Bereich Adana

### Politisch
Die Türkei ist politisch in 81 Provinzen gegliedert. Diese Region umfasst folgende Provinzen ganz:
| - Adana - Antalya - Burdur - Hatay | - Isparta - Mersin - Osmaniye - Kahramanmaraş |

Diese Region umfasst folgende Provinzen nur teilweise:
| - Kayseri - Konya - Karaman - Afyonkarahisar | - Denizli - Muğla - Gaziantep |

## Klima
| Klimadaten der Mittelmeerregion | Zahlen   |
| ------------------------------- | -------- |
| Durchschnittliche Temperatur    | 16,4 °C  |
| Höchsttemperatur                | 45,6 °C  |
| Tiefsttemperatur                | −33,5 °C |
| Durchschnittliche Feuchtigkeit  | 63,9 mg  |
| Durchschnittlicher Niederschlag | 706,0 mm |

## Bevölkerung
Laut der Volkszählung im Jahre 2000 beträgt die Bevölkerungszahl 8.706.005 und die Einwohnerdichte 72,6 Einw./km² (TR-landesweit: 88,25 Einw./km²). 59,8 % (5.204.203) der Bevölkerung leben in Städten und 40,2 % (3,501.802) auf dem Land. Das jährliche Bevölkerungswachstum beträgt 2,143 %.